# إميل أندريسين
إميل أندريسين (بالدنماركية: Emil Andreasen)‏ (4 سبتمبر 1895 – 26 مايو 1972) هو ملاكم دنماركي راحل، مثّل بلاده في الألعاب الأولمبية الصيفية 1920.

## روابط خارجية
إميل أندريسين على موقع بوكس ريك (الإنجليزية) (registration required)
- إميل أندريسين على موقع أوليمبيديا (الإنجليزية)